# Chelosania brunnea
Хелозанія (Chelosania) — рід агам, що містить один вид Chelosania brunnea . Цей вид є ендеміком Австралії. Поширений в Квінсленді, Північній території і Західній Австралії. Зустрічається в сухих саванних лісах. Мешкає на деревах або повалених стовбурах.
Розмір тіла 9-12 см. В кладці 2-3 яйця.